# Бомон (Јон)
Бомон (фр. Beaumont) је насељено место у Француској у региону Бургоња, у департману Јон.
По подацима из 2011. године у општини је живело 603 становника, а густина насељености је износила 92,06 становника/km².

## Демографија
| 1962. | 1968. | 1975. | 1982. | 1990. | 2011. |
| ----- | ----- | ----- | ----- | ----- | ----- |
| 428   | 496   | 468   | 447   | 514   | 603   |